# زكي عبادة
زاكي عبادة هو لاعب ومدرب كرة يد جزائري.

## الأندية التي دربها
- 2014 إلى 2015 نادي الوحدة السعودي لكرة اليد
- 2015 ناشئي وشباب نادي الكويت الكويتي لكرة اليد
- 2016 إلى 2018 نادي عمان العماني لكرة اليد
- 2018 إلى 2019 نادي الأهلي البحريني لكرة اليد[1]
- 2019 إلى 2021 نادي ميلة الجزائري لكرة اليد
- 2022 نادي الابيار الجزائري لكرة اليد
- 2023 مولودية برج بوعريرج لكرة اليد

## إنجازات
- 2015/2016 بطل الدوري والكأس الكويتي مع ناشئي نادي الكويت الكويتي

نادي عمان العماني لكرة اليد
- الوصيف بطولة دوري عام السلطنة لكرة اليد: 2017 ،2018[2]
- بطل كاس السوبر العماني لكرة اليد: 2017[3]
- بطل درع الوزارة لكرة اليد: 2017
- 2018/2019 بطل البطولة التنشيطية مع الأهلي البحريني

مولودية برج بوعريرج لكرة اليد
- 2024/ 2023 بطل الدوري الجزائري مع  فريق مولودية برج بوعريرج